# Regelschwellung

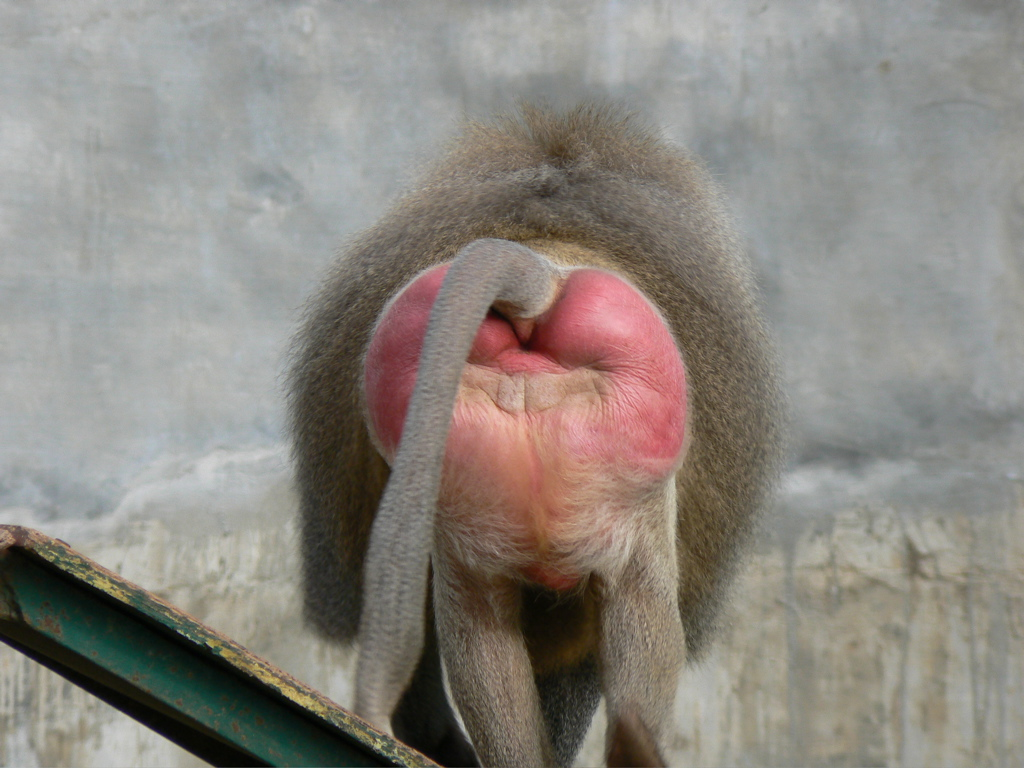
Regelschwellung bei einem weiblichen Pavian

Die Regelschwellung ist eine Erscheinung bei verschiedenen weiblichen Primaten. Es handelt sich dabei um eine Schwellung des Genitalbereiches, die hormonell bedingt ist und den Männchen visuell die Paarungsbereitschaft der Weibchen signalisiert.
Eine Regelschwellung findet man bei verschiedenen Primatengruppen, unter anderem bei den Pavianen und den Schimpansen.